# Mein Lieber Katrina Catches a Convict
Mein Lieber Katrina Catches a Convict è un cortometraggio muto del 1914 diretto da Thomas Ricketts. Prodotto dalla American Film Manufacturing Company su un soggetto di J. Edward Hungerford, aveva come interpreti George Field, Ida Lewis, John Steppling, Charlotte Burton.

È il seguito di Mein Lieber Katrina.

## Trama
Heine vuole andare al ballo in maschera di Cornville ma sua moglie Katrina non è per niente d'accordo e gli vieta tassativamente di parteciparvi. Alla prima occasione, però, Heine sgattaiola dal ristorante e, nel bosco, cerca un posto tranquillo dove mascherarsi da "detenuto". Intanto Katrina, che si è recata al ballo, scambia il poliziotto del paese (che ha scelto pure lui di mascherarsi da detenuto) per Heine. Vorrebbe strangolarlo per averle disubbidito ma il poliziotto si toglie la maschera e l'arresta. A questo punto, Katrina decide di restare al ballo avendo come cavaliere il poliziotto.

Nel bosco, Heine ha finito di truccarsi ma un ragazzino che lo vede, crede che sia un evaso scappato di prigione e getta l'allarme. Un gruppo di cacciatori si mette sulle tracce del presunto evaso che, inseguito da quelli che crede dei tagliagole, si precipita nel ristorante, provocando il panico. Dopo un disperato inseguimento, i cacciatori stanno per catturarlo, quando Heine si rifugia nella sala da ballo e si nasconde sotto un tavolo. I cacciatori, che lo hanno perso di vista, vedendo l'altro detenuto, se la prendono con lui. Ma l'agente reagisce malamente e manda tutti i cacciatori al fresco.

Heine, riemerso da sotto il tavolo, incrocia con suo orrore la moglie. La fine non può essere che una: Katrina è di nuovo seduta alla cassa del ristorante e il povero Heine è di nuovo al lavoro come cameriere.

## Produzione
Il film fu prodotto dalla American Film Manufacturing Company.

## Distribuzione
Distribuito negli Stati Uniti dalla Mutual, il film - un cortometraggio di una bobina - uscì nelle sale cinematografiche il 3 luglio 1914.